# زنبورخوار زیتونی
زنبورخوار زیتونی یا زنبورخوار ماداگاسکاری با (نام علمی: Merops superciliosus)، پرنده‌ای است از راستهٔ سبزقباسانان و خانوادهٔ زنبورخواران. این پرنده که در سال ۱۷۶۶ میلادی توسط کارل لینه شناسایی شد، بومی آفریقا بوده و در کشورهای آفریقای جنوبی، آنگولا، اتیوپی، اوگاندا، بوروندی، بوتسوانا، تانزانیا، جمهوری دموکراتیک کنگو، رواندا، زامبیا، زیمبابوه، سودان، سومالی، کومور، کنیا، ماداگاسکار، مالاوی، مایوت موزامبیک و نامیبیا یافت می‌شود.
جمعیت جهانی این پرنده برآورد نشده است اما بنا بر گزارش‌ها دارای گستردگی فراوانی است و اتحادیه بین‌المللی حفاظت از محیط زیست (IUCN) آن را در فهرست گونه‌های با کمترین نگرانی طبقه‌بندی کرده است.

## نگارخانه

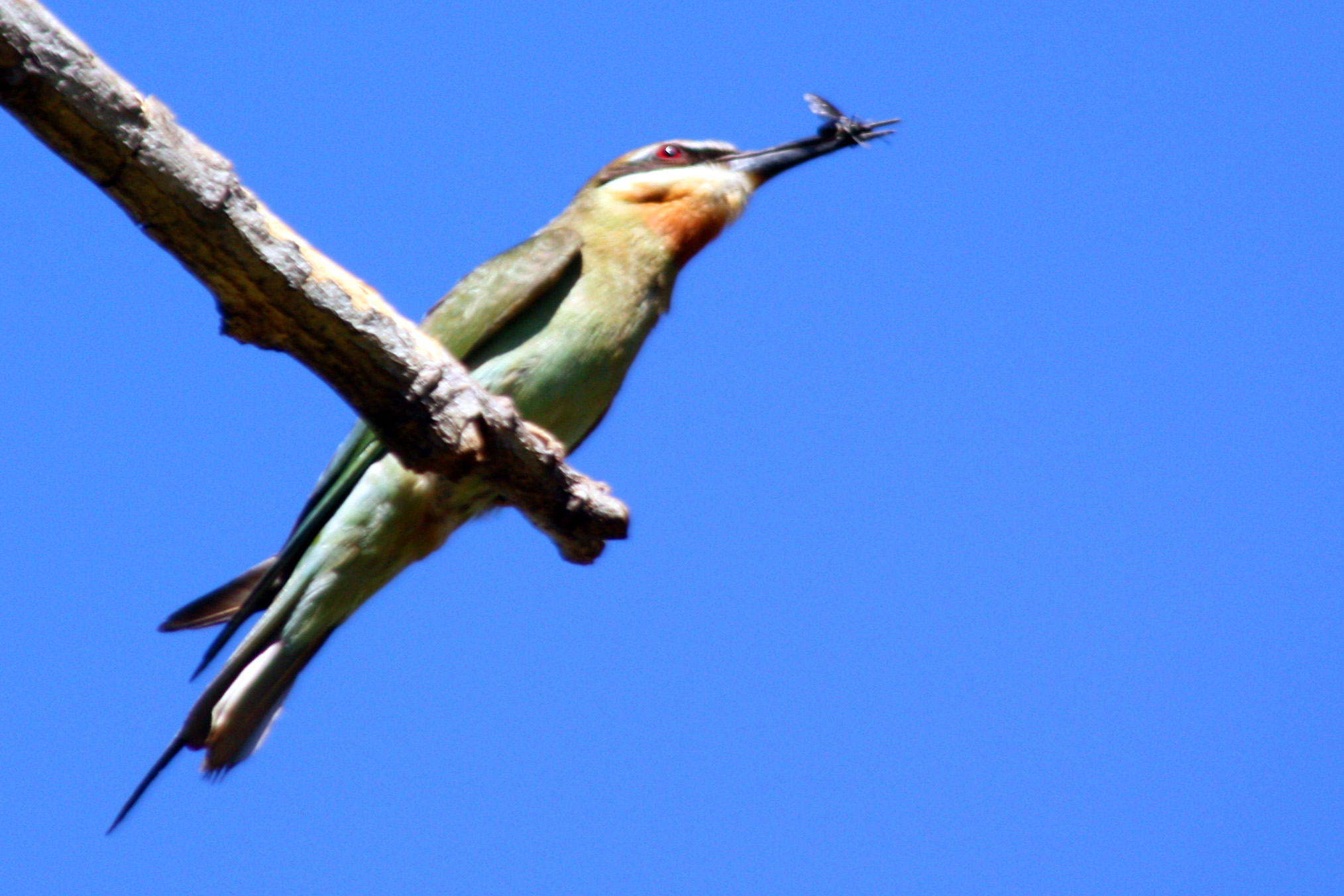
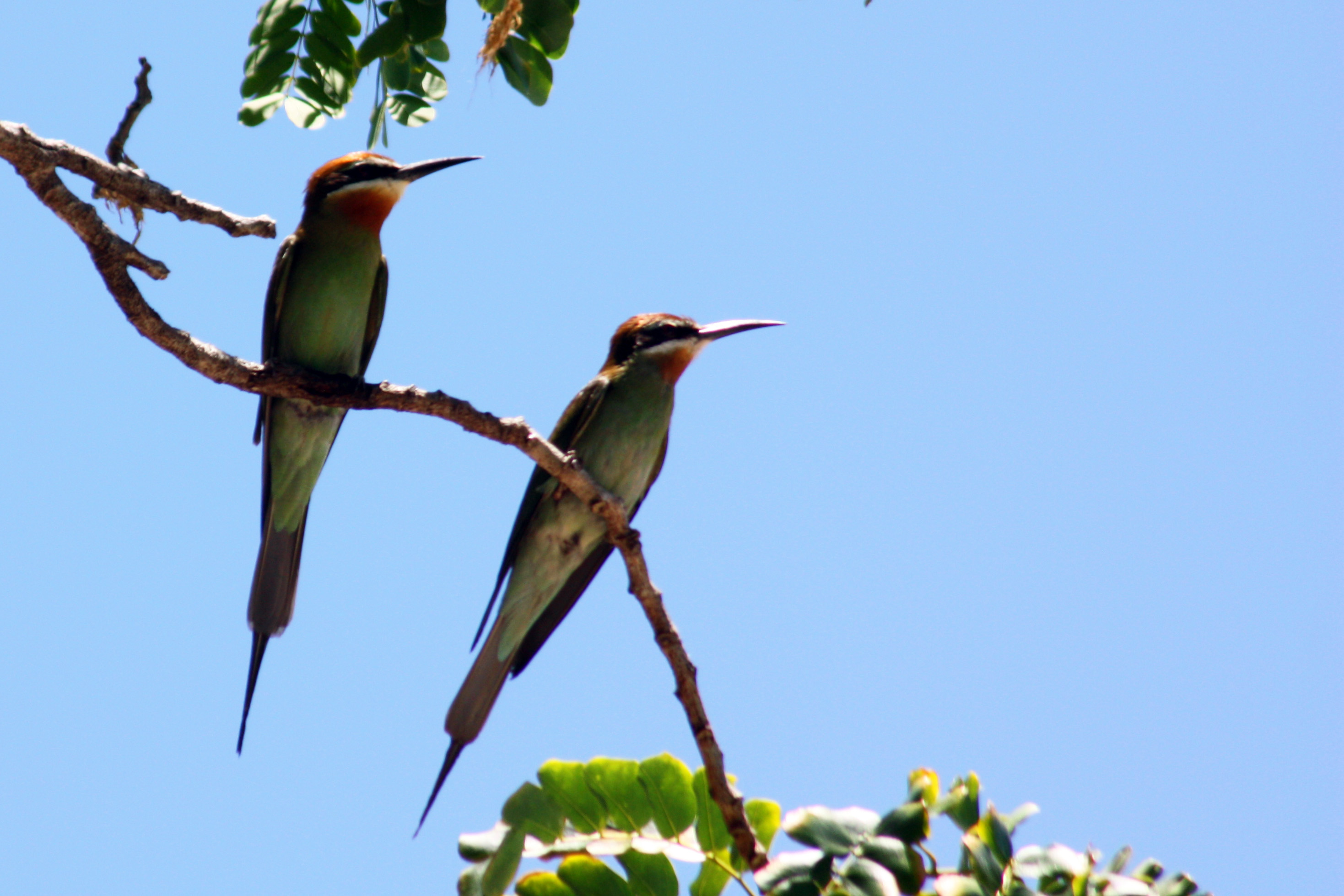
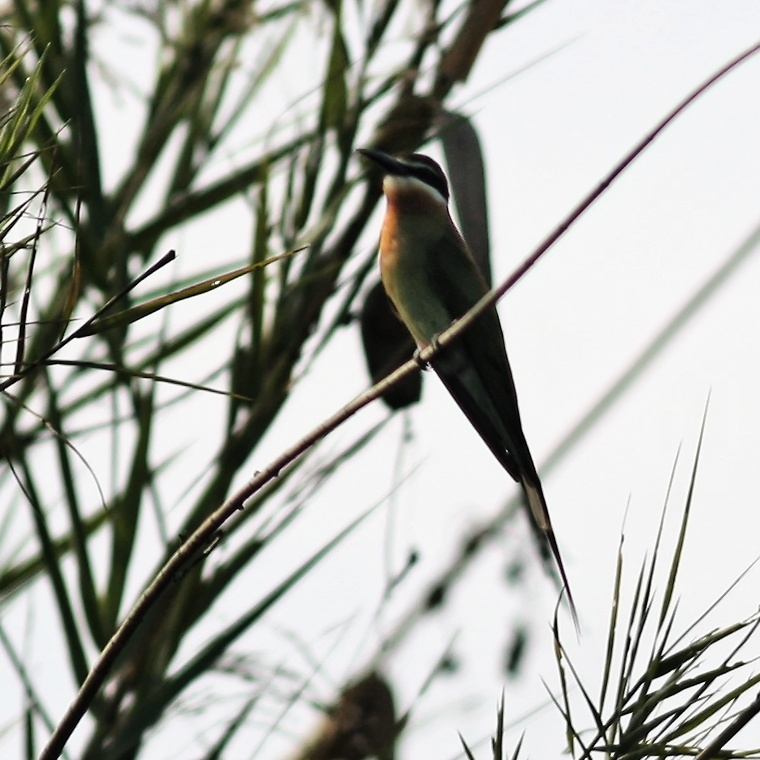
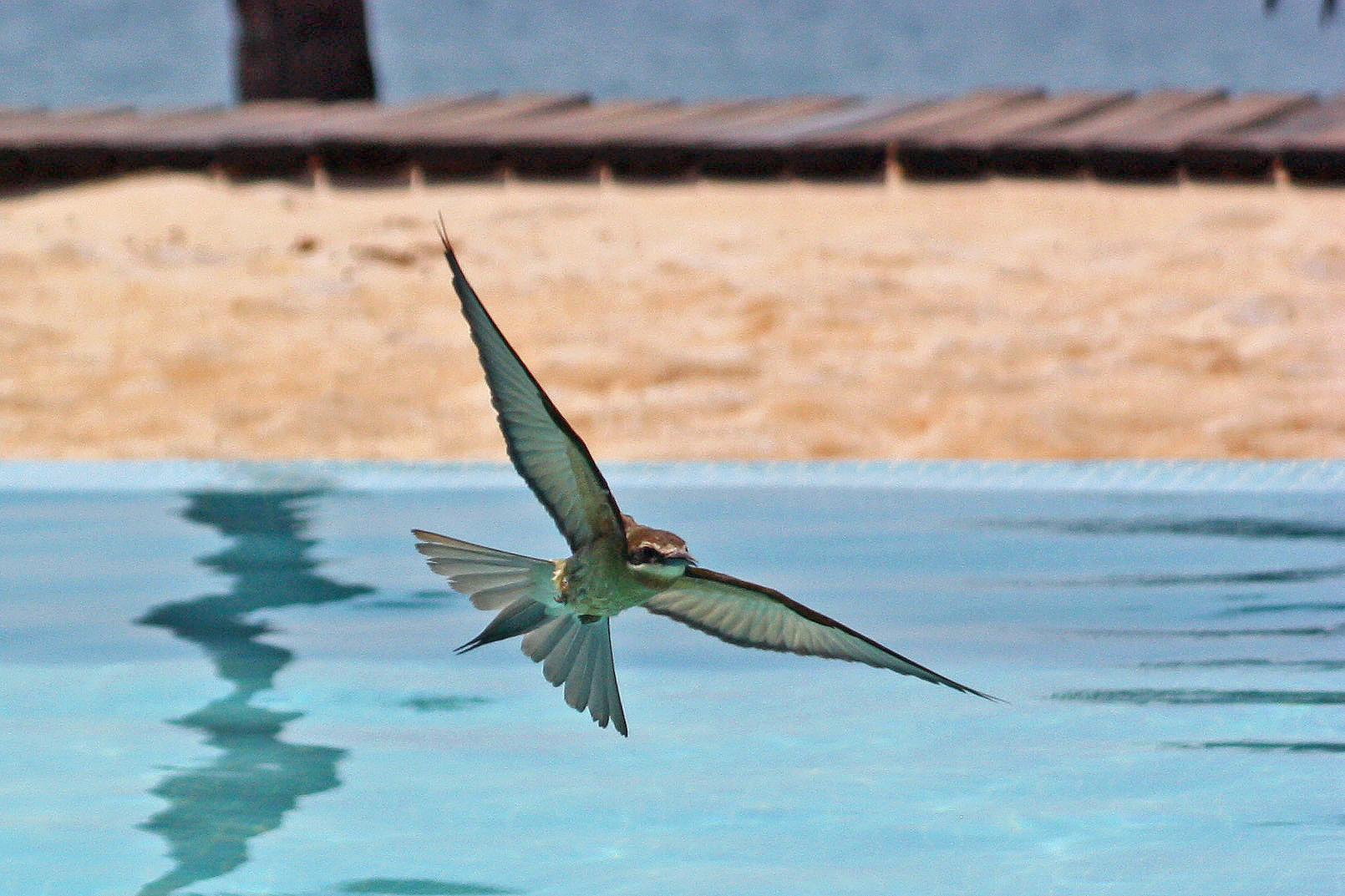